# Richard Cummings
Richard Cummings (New Haven, 20 agosto 1858 – Los Angeles, 25 dicembre 1938) è stato un attore statunitense che lavorò in teatro, nel vaudeville e come minstrel, recitando poi anche per il cinema all'epoca del muto.
Girò soltanto un film sonoro, Il leone sociale, del 1930.

## Filmografia
- The Iceman's Revenge, regia di Albert W. Hale - cortometraggio (1913)
- Always Together, regia di John G. Adolfi - cortometraggio (1913)
- A Warm Welcome - cortometraggio (1913)
- The God of Tomorrow - cortometraggio (1913)
- The Joke on Yellentown, regia di Arthur Mackley - cortometraggio (1914)
- Double Trouble, regia di Christy Cabanne (1915)
- The Man of Bronze, regia di David Hartford (1918)
- Danger, Go Slow, regia di Robert Z. Leonard (1918)
- The Little White Savage, regia di Paul Powell (1919)
- Little Comrade, regia di Chester Withey (1919)
- La diva del Tabarin (The Delicious Little Devil), regia di Robert Z. Leonard (1919
- L'ultimo fuorilegge (The Last Outlaw), regia di John Ford - cortometraggio (1919)
- The Valley of the Giants, regia di James Cruze (1919)
- Common Property
- Mariti ciechi (Blind Husbands), regia di Erich von Stroheim (1919)
- The Adorable Savage, regia di Norman Dawn (1920)
- What Happened to Jones, regia di James Cruze (1920)
- Partners of Fate, regia di Bernard J. Durning (1921)
- The Ol' Gray Hoss, regia di Robert A. McGowan (come Anthony Mack) - cortometraggio (1928)
- Il leone sociale (The Social Lion), regia di A. Edward Sutherland (1930)